# Joshua Beckley
Joshua „Josh“ Jay Beckley (* 26. August 1990) ist ein professioneller US-amerikanischer Pokerspieler.

## Persönliches
Beckley stammt aus Marlton in New Jersey und lebt in West Palm Beach im Bundesstaat Florida.

## Pokerkarriere
Beckley spielte von Dezember 2008 bis Mai 2018 online unter den Nicknames asdf26 (PokerStars, partypoker, WSOP NJ sowie Ultimate Poker NJ), qwerty26 (888poker) und borgataboy (Borgata Poker NJ). Seine Onlinepoker-Turniergewinne liegen bei mehr als 100.000 US-Dollar.
Live gewann Beckley Mitte August 2014 das Parx Casino Big Stax VII in Bensalem mit einer Siegprämie von knapp 100.000 US-Dollar. Im Juli 2015 erreichte er beim Main Event der World Series of Poker im Rio All-Suite Hotel and Casino am Las Vegas Strip mit dem siebtgrößten Chipstack den Finaltisch, der im November 2015 ausgetragen wurde. Dort kam er bis ins entscheidende Heads-Up, in dem er sich Joe McKeehen geschlagen geben musste und den zweiten Platz belegte. Dafür erhielt Beckley ein Preisgeld von knapp 4,5 Millionen US-Dollar. Bei den American Poker Awards in Beverly Hills wurde er im Februar 2016 aufgrund dieser Leistung als Durchstarter des Jahres ausgezeichnet. Anfang 2016 belegte Beckley beim High-Roller-Event des PokerStars Caribbean Adventures auf den Bahamas den vierten Platz und sicherte sich knapp 450.000 US-Dollar. Seitdem blieben größere Turniererfolge aus.
Insgesamt hat sich Beckley mit Poker bei Live-Turnieren knapp 5,5 Millionen US-Dollar erspielt.